# Jugoslawisch-portugiesische Beziehungen
Die jugoslawisch-portugiesischen Beziehungen umfassen das zwischenstaatliche Verhältnis zwischen dem früheren Jugoslawien und Portugal. Es ging auf die 1917 eingerichteten diplomatischen Beziehungen zwischen dem Königreich Serbien und der Republik Portugal zurück.
Die Beziehungen waren meist wenig intensiv und beschränkten sich weitgehend auf Kontakte in Kultur und Sport, zudem waren beide Länder Mitglieder in einer Reihe multilateraler Organisationen, etwa dem GATT, der KSZE (heute Organisation für Sicherheit und Zusammenarbeit in Europa, OSZE) und den UN-Organisationen wie der UNESCO, der Internationalen Arbeitsorganisation u. a.
Lissabon und Zagreb gingen 1977 mit einem Kooperationsabkommen die erste jugoslawisch-portugiesische Städtefreundschaft ein.

## Geschichte

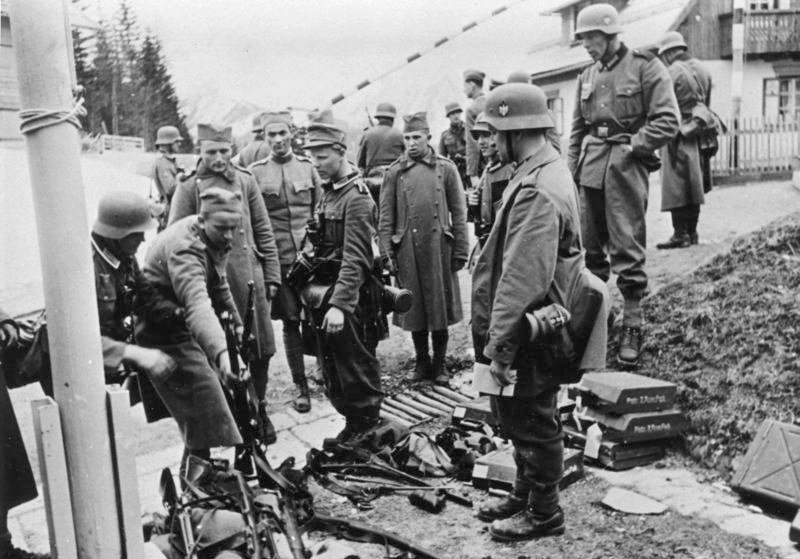
Jugoslawische Soldaten geraten in deutsche Kriegsgefangenschaft (6. April 1941): Portugal erkannte die exilierte jugoslawische Regierung an und blieb parallel im besetzten Belgrad mit seinem Botschafter in Rumänien doppelakkreditiert

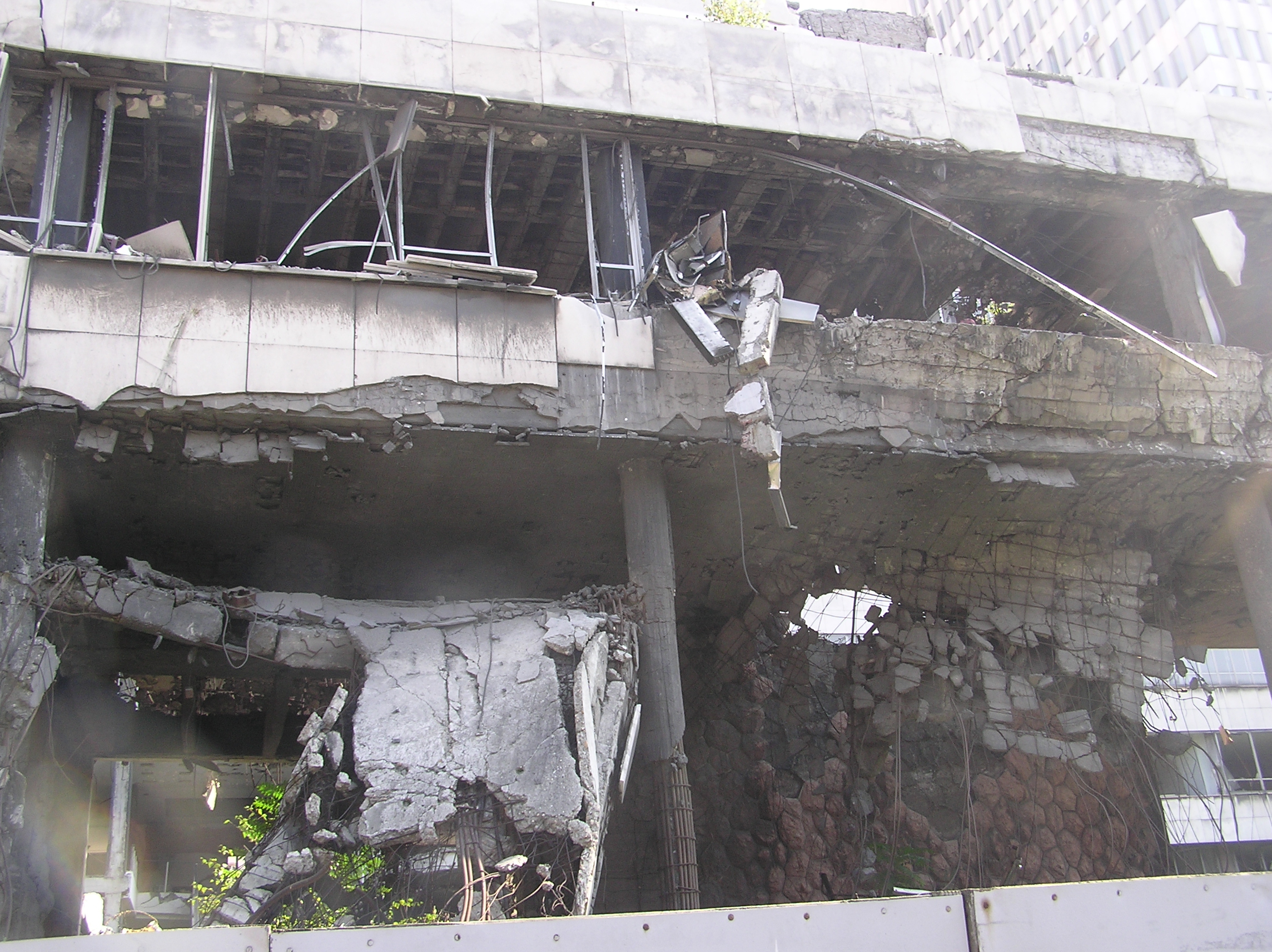
Belgrad 1999, von NATO-Bomben zerstörtes Verteidigungsministerium: Portugal war als NATO-Mitglied an der Bombardierung Jugoslawiens 1999 beteiligt, musste sich dafür jedoch vor der eigenen Bevölkerung entschuldigen und zog sich aus den Kriegshandlungen zurück

Portugal und das Königreich Serbien nahmen am 19. Oktober 1917 diplomatische Beziehungen auf, die nach der Gründung des Königreichs Jugoslawien 1918 weiter galten.
Nach der Besetzung Jugoslawiens durch die deutsche Wehrmacht 1941 erkannte das neutrale Portugal unter Diktator Salazar die Exilregierung des jugoslawischen Königs Peter II. an.
Nach Ende des Zweiten Weltkriegs 1945 etablierte sich das sozialistische Jugoslawien. Das streng antikommunistische Salazar-Regime in Portugal ging keine offiziellen Beziehungen mit der neuen Regierung ein.
Nach der Nelkenrevolution 1974 und dem folgenden Ende der Estado Novo-Diktatur nahm die neue Regierung Portugals am 10. Juni 1974 erneut diplomatische Beziehungen zu Jugoslawien auf.
Diese offiziellen Beziehungen blieben auch nach der Gründung der Bundesrepublik Jugoslawien 1992 und der 2006 folgenden Gemeinschaft Serbien und Montenegros bestehen.
Als NATO-Mitglied war Portugal 1999 aktiv an der Bombardierung der Bundesrepublik Jugoslawien beteiligt. Portugiesische Medien berichteten vor Ort von dem Konflikt, was in der öffentlichen Meinung die Ablehnung der portugiesischen Beteiligung verstärkte. In der Folge fuhr Portugal seine Beteiligung zurück und bedauerte sein Engagement.

## Diplomatie
Portugal unterhielt lange keine eigene Botschaft in Jugoslawien, bis es 1977 in Belgrad seine erste Vertretung eröffnete, die bis heute besteht.
Jugoslawien unterhielt eine Botschaft im Lissabonner Stadtteil Belém, die heute die serbische Botschaft beherbergt.

## Städtepartnerschaften
- Zagreb und Lissabon
- Kavadarci und Guimarães[5]

## Kultur

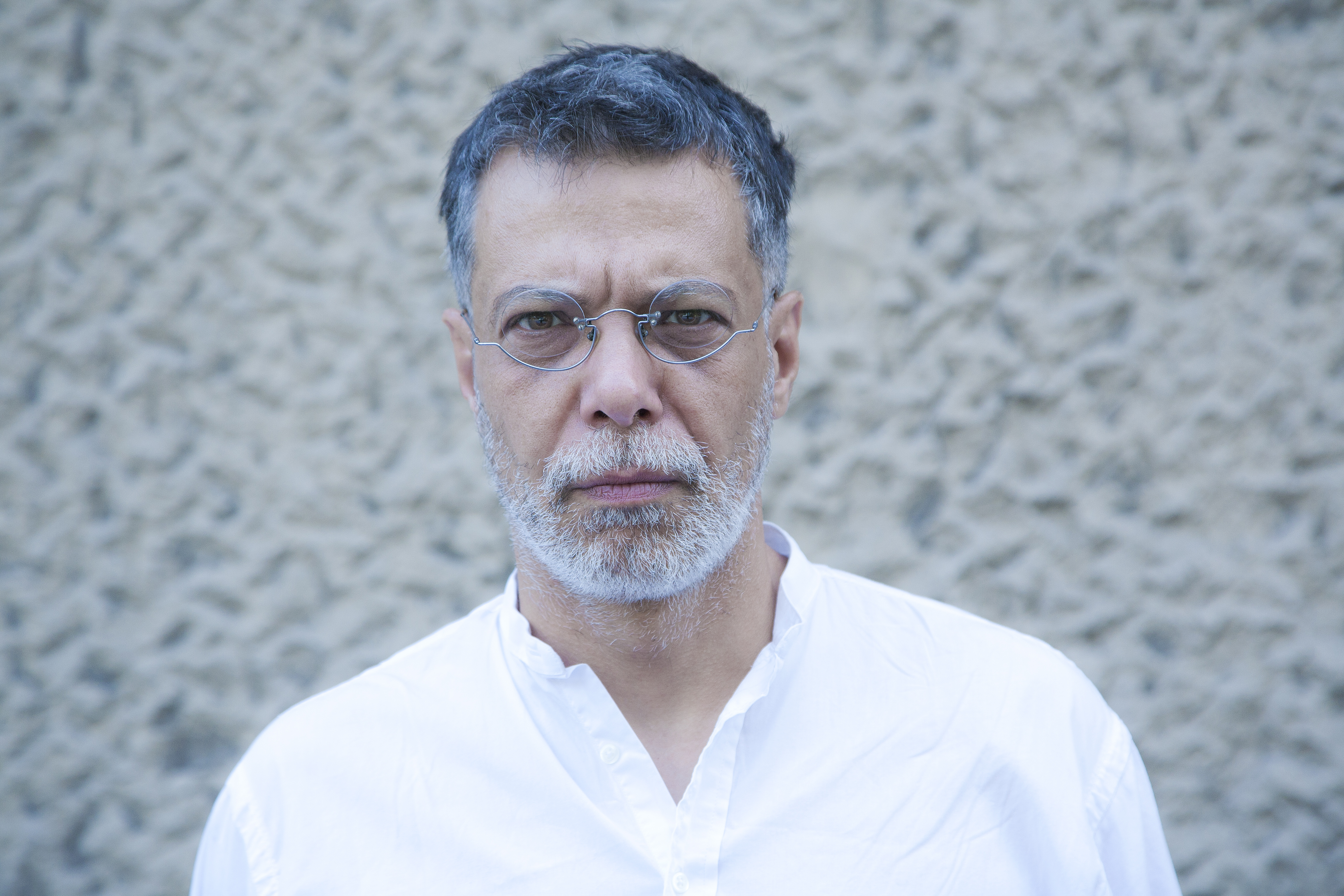
Dejan Tiago Stanković

Beim Eurovision Song Contest 1990 in Zagreb schloss Portugal als 20. ab, Gastgeber Jugoslawien wurde Siebter.
Filmschaffende beider Länder waren im jeweils anderen Land regelmäßig zu Gast. So wurde der jugoslawische Regisseur Miloš Radović 1998 beim wichtigsten Kurzfilmfestival Portugals, den Curtas Vila do Conde ausgezeichnet.
Der jugoslawische Schriftsteller Dejan Tiago Stanković, 1965 in Belgrad geboren, zog 1996 nach Lissabon, wo er seitdem als Autor und portugiesisch-serbokroatischer Übersetzer arbeitet und inzwischen auch selbst auf Portugiesisch schreibt.

## Sport

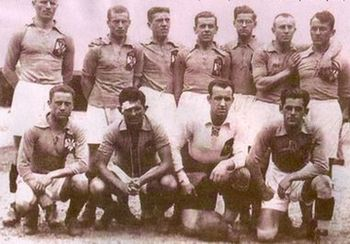
Die jugoslawische Auswahl 1929. Bei den Olympischen Spielen im Jahr zuvor traf sie erstmals mit der portugiesischen Elf zusammen

Die Jugoslawische Fußballnationalmannschaft und die Portugiesische Elf trafen fünfmal aufeinander, erstmals in Amsterdam am 29. Mai 1928 bei Olympia 1928. Portugal gewann 2:1. Insgesamt gewann Jugoslawien zwei und Portugal drei Spiele.
Die Jugoslawische und die Portugiesische Fußballnationalmannschaft der Frauen sind nicht aufeinander getroffen.
Gelegentlich spielten jugoslawische Spieler auch bei portugiesischen Vereinen, etwa die Nationaltorhüter Petar Borota und Tomislav Ivković. Zoran Filipović war sowohl als Spieler als auch später als Trainer für verschiedene portugiesische Klubs tätig. Nationalspieler Branko Stanković war 1975/76 beim FC Porto unter Vertrag, Nationalspieler Budimir Vujačić spielte ab 1993 vier Jahre bei Sporting Lissabon, wo er 1995 den Landespokal gewann. Nationalspieler Zvonko Živković lief 1986/1987 für Benfica Lissabon auf und gewann mit dem Klub 1986 den Landespokal.